# Oscar Cáceres
Pour les articles homonymes, voir Cáceres.
Oscar Cáceres, né le 4 avril 1928 à Montevideo (Uruguay) et mort le 18 mai 2021 à Pervenchères (Orne), est un guitariste classique et professeur de musique uruguayen.

## Biographie
Oscar Cáceres, né à Montevideo en 1928, effectue ses études musicales dans sa ville natale et commence à apprendre la guitare à l'âge de onze ans. Il progresse si rapidement que son enseignant le présente en récital seulement après 18 mois de formation, ce qui lui permet de démarrer une carrière qui devient très vite internationale.
En 1957, à la suite d'une tournée en Europe, il interprète le Concerto d'Aranjuez de Rodrigo en première audition pour l'Amérique latine et crée le Concerto pour guitare et orchestre de Heitor Villa-Lobos à Rio de Janeiro,.
En 1967, il s'installe en France où il fonde en 1972 la classe de guitare à l'Université Internationale de Musique de Paris. Il donne notamment des cours au Festival international de musique d'Annecy et au Cours international d'interprétation musicale de Gérone en Espagne.
Il se produit en concert en Europe, Amérique, Afrique, Australie et Proche-Orient.
Il participe également à des festivals comme à Berlin, Coventry, Echternach, Strasbourg, Santander, Paris, entre autres.

## Éditions
Oscar Cáceres a réalisé plusieurs éditions d'œuvres classiques pour son instrument, publiées chez Henry Lemoine, Max Eschig (Fernando Sor) et Salabert ainsi que des transcriptions, pour une (ou deux guitares) : des luthistes anglais (John Dowland, Francis Pilkington…), des vihuelistes espagnols (Luis de Milán, Luys de Narváez et Alonso Mudarra), de Sylvius Leopold Weiss, Domenico Scarlatti (9 sonates pour 2 guitares, 1982 chez Salabert) et Jean-Philippe Rameau.

## Discographie
- Vihuelistes, luthistes & guitaristes (1967, Erato) (OCLC 899878717)
- Rodrigo, Concerto d'Aranjuez, etc. - avec Turibio Santos, guitare ; Orchestre national de l'Opéra de Monte-Carlo, dir. Claudio Scimone (1978, Erato) (OCLC 796954429)
- Œuvres pour guitare et cordes : Boccherini (Quintettes G.270, 341 et 407) et Haydn (Cassation) - avec le Quatuor Arpeggione (1987, Adda) (OCLC 889577655)
- Anthologie de la guitare espagnole (1990, 4 CD Adda) (OCLC 25563610)
- Oscar Cáceres interprète Astor Piazzolla, Tōru Takemitsu, Leo Brouwer, Jiří Jirmal, etc. (2004, Mandala) (OCLC 861752151)
- Mundo Latino : Gerardo Támez ; Manuel María Ponce ; Agustín Barrios Mangoré ; Heitor Villa-Lobos (avril 2005, Mandala) (OCLC 319910311)